# Oncosiphon piluliferum
Oncosiphon piluliferum là một loài thực vật có hoa trong họ Cúc. Loài này được (L.f.) Källersjö mô tả khoa học đầu tiên năm 1988.